# Kamimuria orthogonia
Kamimuria orthogonia är en bäcksländeart som först beskrevs av Wu, C.F. 1962.  Kamimuria orthogonia ingår i släktet Kamimuria och familjen jättebäcksländor. Inga underarter finns listade i Catalogue of Life.